# Christian Lundgaard

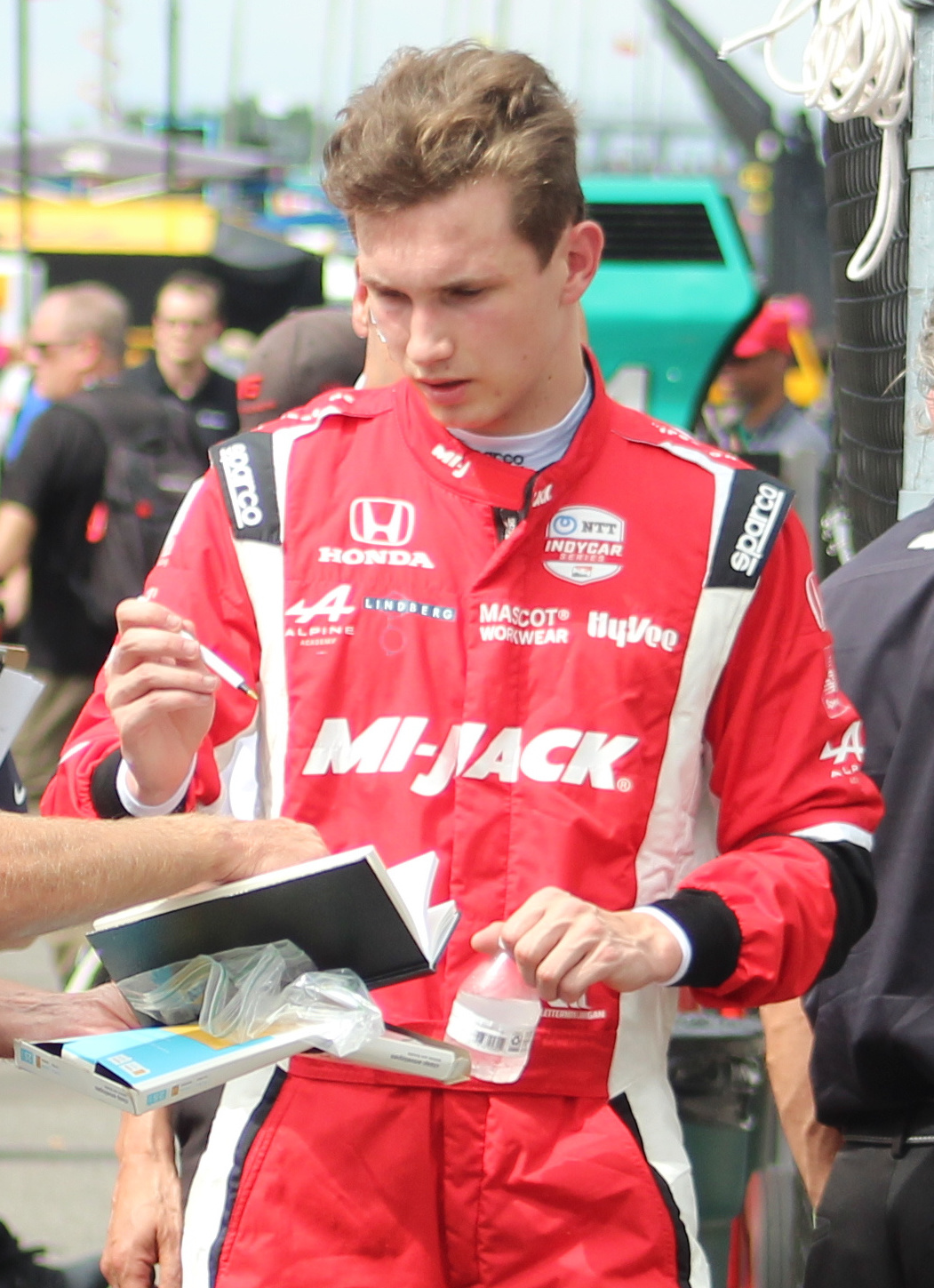
Lundgaard 2021

Christian Lundgaard (* 23. Juli 2001 in Hedensted) ist ein dänischer Automobilrennfahrer und Sohn des ehemaligen Rallye-Fahrers Henrik Lundgaard sowie Bruder von Daniel Lundgaard. Seit 2020 fährt er in der FIA-Formel-2-Meisterschaft für ART Grand Prix. Lundgaard ist Teil der Renault Sports Academy, dem Nachwuchsprogramm des Renault F1 Teams.

## Karriere

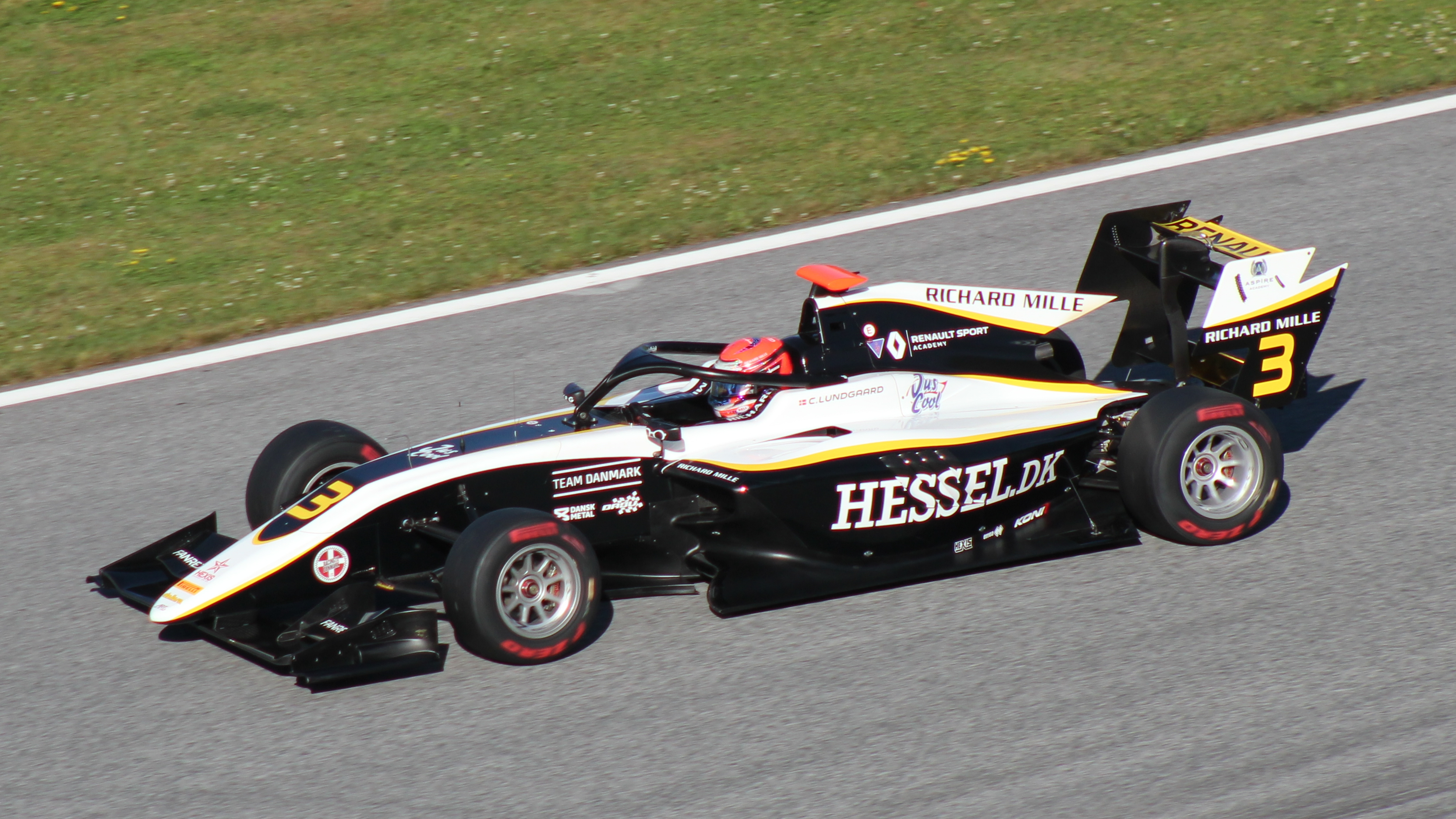
Lundgaard 2019 in der FIA-Formel-3-Meisterschaft

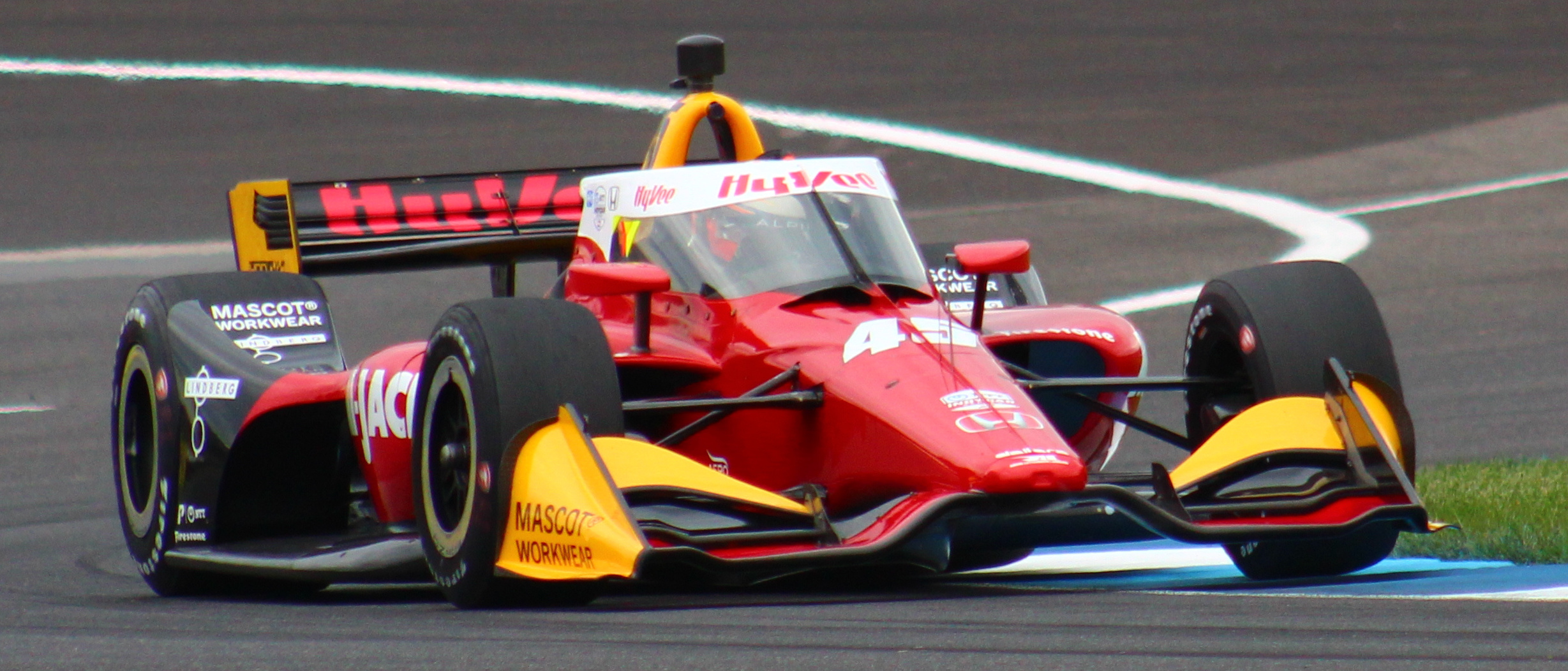
Lundgaard 2021 in Indianapolis im IndyCar-Auto.

### Kartsport
Lundgaard stieg 2012 in den professionellen Kartsport ein. Er gewann in vier Jahren drei Meisterschaften und wurde in fünf anderen Bewerben Zweiter.

### Formelsport
Im März 2017 wurde Lundgaard in die Renault Sport Academy aufgenommen, im selben Jahr stieg er auch mit MP Motorsport in den Formelsport auf. Seine erste Saison in der Nordeuropäischen Formel 4 sowie der Spanischen Formel 4 konnte er auf Anhieb gewinnen. Bei der Dänischen Formel 4 startete er nur beim Rennen am Ring Djursland. 2018 wechselte Lundgaard von den Formel-4-Rennserien zu Formel-Renault-Serien. So trat er beim Eurocup an, wo er sich um wenige Punkte dem Meister Max Fewtrell geschlagen geben musste. Beim Nordeuropa-Cup nahm Lundgaard ebenfalls teil, war aber nach dem zweiten Rennwochenende nicht berechtigt, Meisterschaftspunkte zu sammeln. Vor dem zweiten GP3-Rennen der Saison 2018 erhielt Lundgaard die Chance, sein Debüt beim Rennen in Frankreich zu geben. Beim Hauptrennen belegte Lundgaard den zwölften Platz sowie beim Sprintrennen den 13. Platz und wurde in den folgenden Rennen von Devlin DeFrancesco ersetzt.
Aufgrund der guten Ergebnisse bei der Formel Renault bekam Lundgaard im Januar 2019 die Chance, in der neuen Formel 3 mit ART Grand Prix an den Start zu gehen. Beim ersten Rennen in Spanien überquerte Lundgaard als Erster die Ziellinie, musste jedoch den Sieg an Robert Schwarzman wegen einer Fünf-Sekunden-Strafe abtreten. Er erhielt die Zeitstrafe, weil er sich hinter dem Safety Car zu weit zurückfallen ließ. Beim Hauptrennen in Ungarn konnte Lundgaard seinen ersten Sieg in der Formel 3 feiern. Am Ende der Saison belegte er Platz sechs und konnte seine beiden Teamkollegen, David Beckmann und Max Fewtrell, weit hinter sich lassen. Beim Formel-2-Saisonfinale in Abu Dhabi erhielt Lundgaard die Chance, das Trident-Cockpit von Ralph Boschung zu übernehmen. Beim Hauptrennen belegte er den 14. Platz, beim Sprintrennen Platz 12. In der Saison 2020 nahm Lundgaard für ART an der Formel-2-Meisterschaft teil. In seiner Rookie-Saison wurde der Däne mit zwei Siegen und insgesamt sechs Podiumsplätzen direkt hinter seinem Renault-Nachwuchsakademiekollegen Guanyu Zhou Siebter (149 Punkte) in der Meisterschaft.
Zur Saison 2021 blieb Lundgaard dem französischen Team weiterhin treu. Neuer Teamkollege von Lundgaard wurde der amtierende Formel-3-Vizemeister Théo Pourchaire. Im August fuhr er für Rahal Letterman Lanigan Racing (RLL) ein einzelnes Rennen in der IndyCar Series auf dem Infieldkurs des Indianapolis Motor Speedway. Er startete als Vierter und beendete das Rennen als Zwölfter. Im Jahr 2022 fuhr Lundgaard die komplette IndyCar-Saison für das Team Rahal Letterman Lanigan Racing. Er konnte einen Podestplatz herausfahren als bestes Resultat. Beim Gallagher Grand Prix wurde er Zweiter. In der Meisterschaft 2022 belegte er den 14. Rang mit 323 Punkten und wurde Rookie of the Year.

## Persönliches
Lundgaard ist der zweite Sohn von Lotte und Henrik Lundgaard; sein älterer Bruder Daniel ist ebenfalls Rennfahrer.
Lundgaards Helmdesign entwickelte er zusammen mit seinem Bruder Daniel und dem Unternehmen KV Design. Dieses besteht aus der Grundfarbe orange-rot, welche sich je nach Lichtverhältnisse verändert, sowie aus schwarzen Elementen mit blauen Streifen.

## Statistik

### Karrierestationen
- 2012–2016: Kartsport
- 2017: Dänische Formel 4 (Platz 8)
- 2017: Nordeuropäische Formel 4 (Meister)
- 2017: Spanische Formel 4 (Meister)
- 2018: Formel Renault Eurocup (Platz 2)
- 2018: Formel Renault NEC (Platz 11)
- 2018: GP3-Serie (Platz 23)
- 2019: Formel 3 (Platz 6)
- 2019: Formel 2 (Platz 23)
- 2020: Formel 2 (Platz 7)
- 2021: IndyCar Series (Platz 37)
- 2022: IndyCar Series (Platz 14)
- 2023: IndyCar Series (Platz 8)
- 2024: IndyCar Series (Platz 11)

### Einzelergebnisse in der dänischen Formel-4-Meisterschaft
| Jahr | Team      | 1    | 2    | 3    | 4    | 5    | 6    | 7    | 8    | 9    | 10   | 11   | 12   | 13   | 14   | 15   | 16   | 17   | 18   | 19   | 20   | 21   | Punkte | Rang |
| ---- | --------- | ---- | ---- | ---- | ---- | ---- | ---- | ---- | ---- | ---- | ---- | ---- | ---- | ---- | ---- | ---- | ---- | ---- | ---- | ---- | ---- | ---- | ------ | ---- |
| 2017 | Lundgaard | JYL1 | JYL1 | JYL1 | DJU1 | DJU1 | DJU1 | PAD1 | PAD1 | PAD1 | JYL2 | JYL2 | JYL2 | PAD2 | PAD2 | PAD2 | DJU2 | DJU2 | DJU2 | JYL3 | JYL3 | JYL3 | 42     | 11.  |
| 2017 | Lundgaard |      |      |      | 4    | 4    | 2    |      |      |      |      |      |      |      |      |      |      |      |      |      |      |      | 42     | 11.  |

### Einzelergebnisse in der nordeuropäischen Formel-4-Meisterschaft
| Jahr | Team          | 1   | 2   | 3   | 4   | 5   | 6   | 7   | 8   | 9   | 10  | 11  | 12  | 13   | 14   | 15   | 16   | 17   | 18   | 19  | 20  | 21  | Punkte | Rang |
| ---- | ------------- | --- | --- | --- | --- | --- | --- | --- | --- | --- | --- | --- | --- | ---- | ---- | ---- | ---- | ---- | ---- | --- | --- | --- | ------ | ---- |
| 2017 | MP Motorsport | SOC | SOC | SOC | SMO | SMO | SMO | AHV | AHV | AHV | AUD | AUD | AUD | MSC1 | MSC1 | MSC1 | MSC2 | MSC2 | MSC2 | ASS | ASS | ASS | 292    | 1.   |
| 2017 | MP Motorsport | 5   | 1   | 1   | 2   | 6   | 3   | 7   | 7   | 1   | 1   | 1   | DNF | 1    | 1    | 3    | 1    | 1    | 11   | DNF | 2   | 1   | 292    | 1.   |

### Einzelergebnisse in der spanischen Formel-4-Meisterschaft
| Jahr | Team          | 1   | 2   | 3   | 4    | 5    | 6    | 7   | 8   | 9   | 10  | 11  | 12   | 13   | 14   | 15  | 16  | 17  | 18  | 19  | 20  | Punkte | Rang |
| ---- | ------------- | --- | --- | --- | ---- | ---- | ---- | --- | --- | --- | --- | --- | ---- | ---- | ---- | --- | --- | --- | --- | --- | --- | ------ | ---- |
| 2017 | MP Motorsport | ALC | ALC | ALC | NAV1 | NAV1 | NAV1 | CAT | CAT | JER | JER | JER | NAV2 | NAV2 | NAV2 | NOG | NOG | NOG | EST | EST | EST | 330    | 1.   |
| 2017 | MP Motorsport | 1   | 1   | 1   | 2    | 1    | 2    | 2   | 5   | 3   | 4   | 3   | 1    | 2    | 3    | 2   | 3   | 4   | 2   | 1   | 1   | 330    | 1.   |

### Einzelergebnisse in der GP3-Serie
| Jahr | Team          | 1   | 2   | 3   | 4   | 5   | 6   | 7   | 8   | 9   | 10  | 11  | 12  | 13  | 14  | 15  | 16  | 17  | 18  | Punkte | Rang |
| ---- | ------------- | --- | --- | --- | --- | --- | --- | --- | --- | --- | --- | --- | --- | --- | --- | --- | --- | --- | --- | ------ | ---- |
| 2018 | MP Motorsport | ESP | ESP | FRA | FRA | AUT | AUT | GBR | GBR | HUN | HUN | BEL | BEL | ITA | ITA | RUS | RUS | UAE | UAE | 0      | 23.  |
| 2018 | MP Motorsport |     |     | 12  | 13  |     |     |     |     |     |     |     |     |     |     |     |     |     |     | 0      | 23.  |

### Einzelergebnisse in der FIA-Formel-3-Meisterschaft
| Jahr | Team | 1   | 2   | 3   | 4   | 5   | 6   | 7   | 8   | 9   | 10  | 11  | 12  | 13  | 14  | 15  | 16  | Punkte | Rang |
| ---- | ---- | --- | --- | --- | --- | --- | --- | --- | --- | --- | --- | --- | --- | --- | --- | --- | --- | ------ | ---- |
| 2019 | ART  | ESP | ESP | FRA | FRA | AUT | AUT | GBR | GBR | HUN | HUN | BEL | BEL | ITA | ITA | RUS | RUS | 97     | 6.   |
| 2019 | ART  | 2   | 6   | DNF | 15  | 26  | 17  | 7   | 5   | 1   | 5   | 4   | 4   | 13  | 9   | 14  | 9   | 97     | 6.   |

### Einzelergebnisse in der FIA-Formel-2-Meisterschaft
| Jahr | Team           | Motor      | 1   | 2   | 3   | 4   | 5   | 6   | 7   | 8   | 9   | 10  | 11  | 12  | 13  | 14  | 15  | 16  | 17  | 18  | 19  | 20  | 21  | 22  | 23  | 24  | Punkte | Rang |
| ---- | -------------- | ---------- | --- | --- | --- | --- | --- | --- | --- | --- | --- | --- | --- | --- | --- | --- | --- | --- | --- | --- | --- | --- | --- | --- | --- | --- | ------ | ---- |
| 2019 | Trident        | Mecachrome | BRN | BRN | AZE | AZE | ESP | ESP | MON | MON | FRA | FRA | AUT | AUT | GBR | GBR | HUN | HUN | BEL | BEL | ITA | ITA | RUS | RUS | UAE | UAE | 0      | 23.  |
| 2019 | Trident        | Mecachrome |     |     |     |     |     |     |     |     |     |     |     |     |     |     |     |     |     |     |     |     |     |     | 14  | 12  | 0      | 23.  |
| 2020 | ART Grand Prix | Mecachrome | AUT | AUT | AUT | AUT | HUN | HUN | GBR | GBR | GBR | GBR | ESP | ESP | BEL | BEL | ITA | ITA | ITA | ITA | RUS | RUS | BHR | BHR | BHR | BHR | 149    | 7.   |
| 2020 | ART Grand Prix | Mecachrome | 4   | 5   | 6   | 1   | DNF | 13  | 4   | 2   | 2   | 21  | 11  | 11  | 17  | 7   | 3   | 2   | 6   | 1   | DNF | 13  | 19  | 6   | 21  | 12  | 149    | 7.   |
| 2021 | ART Grand Prix | Mecachrome | BHR | BHR | BHR | MON | MON | MON | AZE | AZE | AZE | GBR | GBR | GBR | ITA | ITA | ITA | RUS | RUS | RUS | KSA | KSA | KSA | UAE | UAE | UAE | 50     | 12.  |
| 2021 | ART Grand Prix | Mecachrome | 6   | 2   | 12  | DNF | DNF | 12  | 11  | DNF | 9   | 3   | 13  | 21  | 3   | 14  | 10  | 7   | C   | 9   | 6   | 15  | 7   | 15  | 18  | 15  | 50     | 12.  |

| Legende  | Legende            | Legende                                                          |
| Farbe    | Abkürzung          | Bedeutung                                                        |
| -------- | ------------------ | ---------------------------------------------------------------- |
| Gold     | –                  | Sieg                                                             |
| Silber   | –                  | 2. Platz                                                         |
| Bronze   | –                  | 3. Platz                                                         |
| Grün     | –                  | Platzierung in den Punkten                                       |
| Blau     | –                  | Klassifiziert außerhalb der Punkteränge                          |
| Violett  | DNF                | Rennen nicht beendet (did not finish)                            |
| Violett  | NC                 | nicht klassifiziert (not classified)                             |
| Rot      | DNQ                | nicht qualifiziert (did not qualify)                             |
| Rot      | DNPQ               | in Vorqualifikation gescheitert (did not pre-qualify)            |
| Schwarz  | DSQ                | disqualifiziert (disqualified)                                   |
| Weiß     | DNS                | nicht am Start (did not start)                                   |
| Weiß     | WD                 | zurückgezogen (withdrawn)                                        |
| Hellblau | PO                 | nur am Training teilgenommen (practiced only)                    |
| Hellblau | TD                 | Freitags-Testfahrer (test driver)                                |
| ohne     | DNP                | nicht am Training teilgenommen (did not practice)                |
| ohne     | INJ                | verletzt oder krank (injured)                                    |
| ohne     | EX                 | ausgeschlossen (excluded)                                        |
| ohne     | DNA                | nicht erschienen (did not arrive)                                |
| ohne     | C                  | Rennen abgesagt (cancelled)                                      |
| ohne     | keine WM-Teilnahme |                                                                  |
| sonstige | P/fett             | Pole-Position                                                    |
| sonstige | 1/2/3/4/5/6/7/8    | Punktplatzierung im Sprint-/Qualifikationsrennen                 |
| sonstige | SR/kursiv          | Schnellste Rennrunde                                             |
| sonstige | *                  | nicht im Ziel, aufgrund der zurückgelegten Distanz aber gewertet |
| sonstige | ()                 | Streichresultate                                                 |
| sonstige | unterstrichen      | Führender in der Gesamtwertung                                   |

### Einzelergebnisse in der IndyCar Series
| Jahr | Team          | 1   | 2   | 3   | 4   | 5    | 6    | 7   | 8   | 9   | 10   | 11   | 12   | 13  | 14  | 15   | 16   | 17  | Punkte | Rang |
| ---- | ------------- | --- | --- | --- | --- | ---- | ---- | --- | --- | --- | ---- | ---- | ---- | --- | --- | ---- | ---- | --- | ------ | ---- |
| 2021 | RLL           | ALA | STP | TXS | TXS | IMS  | INDY | DET | DET | ROA | MDO  | NSH  | IMS  | STL | POR | LAG  | LBH  |     | 19     | 37.  |
| 2021 | RLL           |     |     |     |     |      |      |     |     |     | 12L  |      |      |     |     |      |      |     | 19     | 37.  |
| 2022 | RLL           | STP | TXS | LBH | ALA | IMS  | INDY | DET | ROA | MDO | TOR  | IOW1 | IOW2 | IMS | NSH | GAT  | POR  | LAG | 323    | 14.  |
| 2022 | RLL           | 11  | 19  | 18  | 15  | 9    | 18   | 14  | 10L | 11  | 8    | 10   | 26   | 2   | 8   | 19   | 21L  | 5   | 323    | 14.  |
| 2023 | RLL           | STP | TXS | LBH | ALA | IMS  | INDY | DET | ROA | MDO | TOR  | IOW1 | IOW2 | NSH | IMS | GAT  | POR  | LAG | 390    | 8.   |
| 2023 | RLL           | 9   | 19  | 14  | 6   | 4L   | 19   | 16  | 7   | 4   | 1L*  | 20   | 13   | 9   | 4L  | 17   | 11   | 6   | 390    | 8.   |
| 2024 | RLL           | STP | LBH | ALA | IMS | INDY | DET  | ROA | LAG | MDO | IOW1 | IOW2 | TOR  | GAT | POR | MIL1 | MIL2 | NSH | 312    | 11.  |
| 2024 | RLL           | 18  | 23L | 6   | 3L  | 13L  | 11L  | 11  | 15  | 7   | 22   | 17   | 7    | 15  | 13  | 9    | 12   | 19  | 312    | 11.  |
| 2025 | Arrow McLaren | STP | TTC | LBH | ALA | IMS  | INDY | DET | GAT | ROA | MDO  | IOW1 | IOW2 | TOR | LAG | POR  | MIL1 | NSH | 357    | 5.   |
| 2025 | Arrow McLaren | 8L  | 3   | 3L  | 2   | 16   | 78   | 8   | 14  | 24L | 3    | 21   | 6    | 13  | 2   |      |      |     | 357    | 5.   |

Legende